# Marcin Glicjusz
Marcin Glicjusz z Pilzna (ur. 1528, zm. 23 sierpnia 1591) – teolog, kaznodzieja, działacz katolicki (kontrreformacji), wielokrotny rektor Akademii Krakowskiej w latach 1573-1574, 1577-1578, 1579-1581, 1583-1585, 1587-1588, 1588-1589, 1591, kanonik katedralny wrocławski i od 1575 roku kanonik katedralny krakowski.
Nauczyciel Piotra Skargi. Gorący zwolennik kontrreformacji, znany z tak ostrych wystąpień, że kapituła krakowska zaleciła mu powściągliwość i skrytowała za „prywatną nienawiść”.
Autor zbioru kazań i diariusza swojego życia. Dariusz ten jest źródłem informacji o Akademii Krakowskiej i o mieście Krakowie w latach 1556-1591.